# Suzie LeBlanc

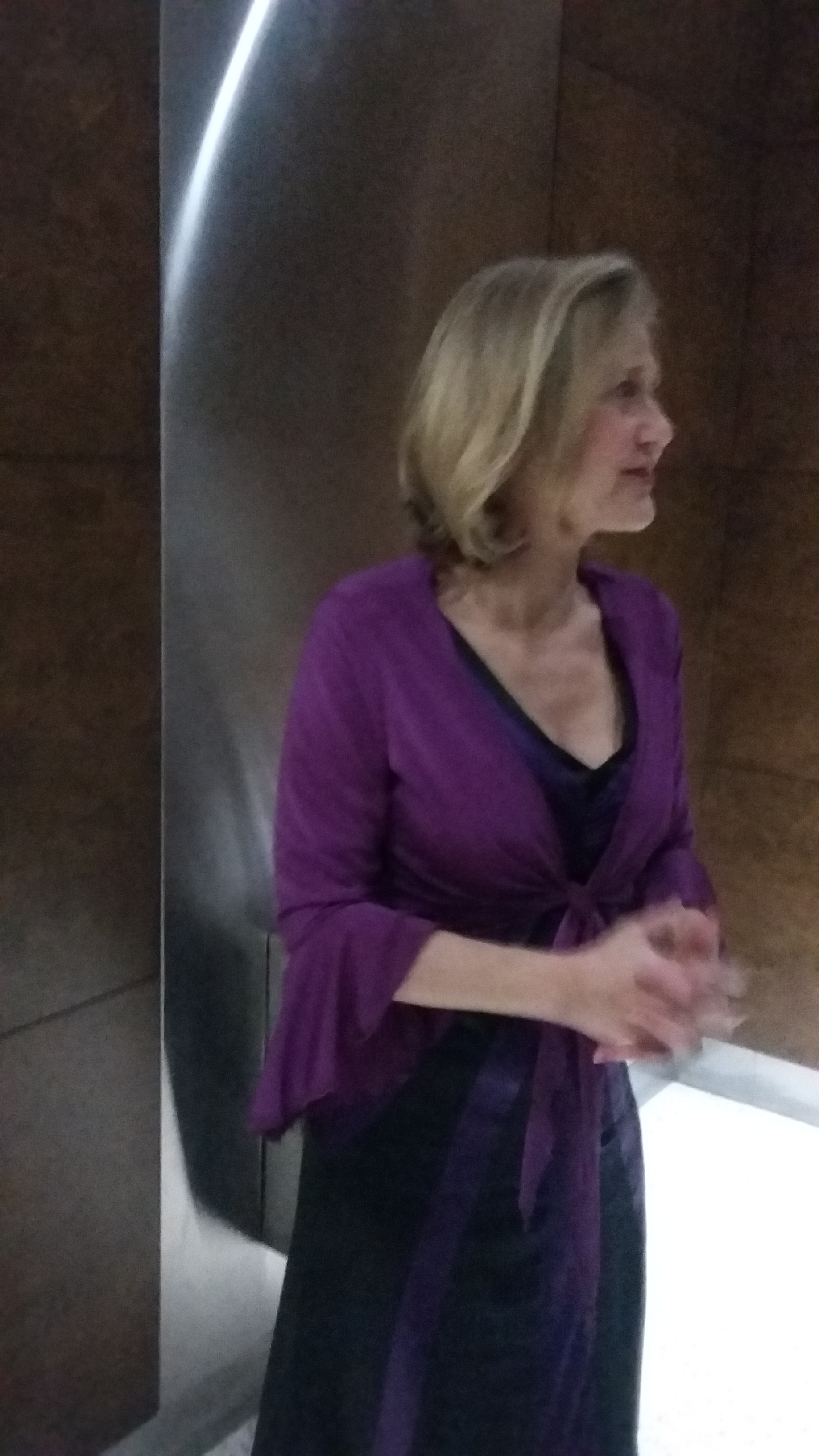
Suzie LeBlanc

Suzie LeBlanc (* 27. Oktober 1961 in Edmundston, New Brunswick) ist eine kanadische Sopranistin. Sie widmet sich besonders der Alten Musik.
Suzie LeBlanc singt Opern, Oratorien und Kammermusik. Sie wurde häufig an der Laute von Stephen Stubbs begleitet. Sie trat mit dem Freiburger Barockorchester auf, dem Amsterdam Baroque Orchestra & Choir und der Musica Antiqua Köln. Zu ihrem Repertoire gehören Claudio Monteverdis L’Orfeo und auch Werke von Henry Purcell. Auf Tourneen sang sie in Nordamerika, Europa und Japan. In Kanada gründete sie die Le Nouvel Opéra.

## Aufnahmen (Auswahl)
- Angelo Maria Fiorè: Complete Cello Sonatas. & XVII Century Italian Arias. (Marc’Antonio Ziani, Carlo Monza, Paolo Magni, Francesco Ballarotti, Carlo Francesco Pollarolo, Bernardo Sabadini.) Suzie LeBlanc (Sopran), Elinor Frey (Cello), Lorenzo Ghielmi (Cembalo), Estaban La Rotta (Theorbe). Passacaille, 2016.[1]